# Callaway Cars

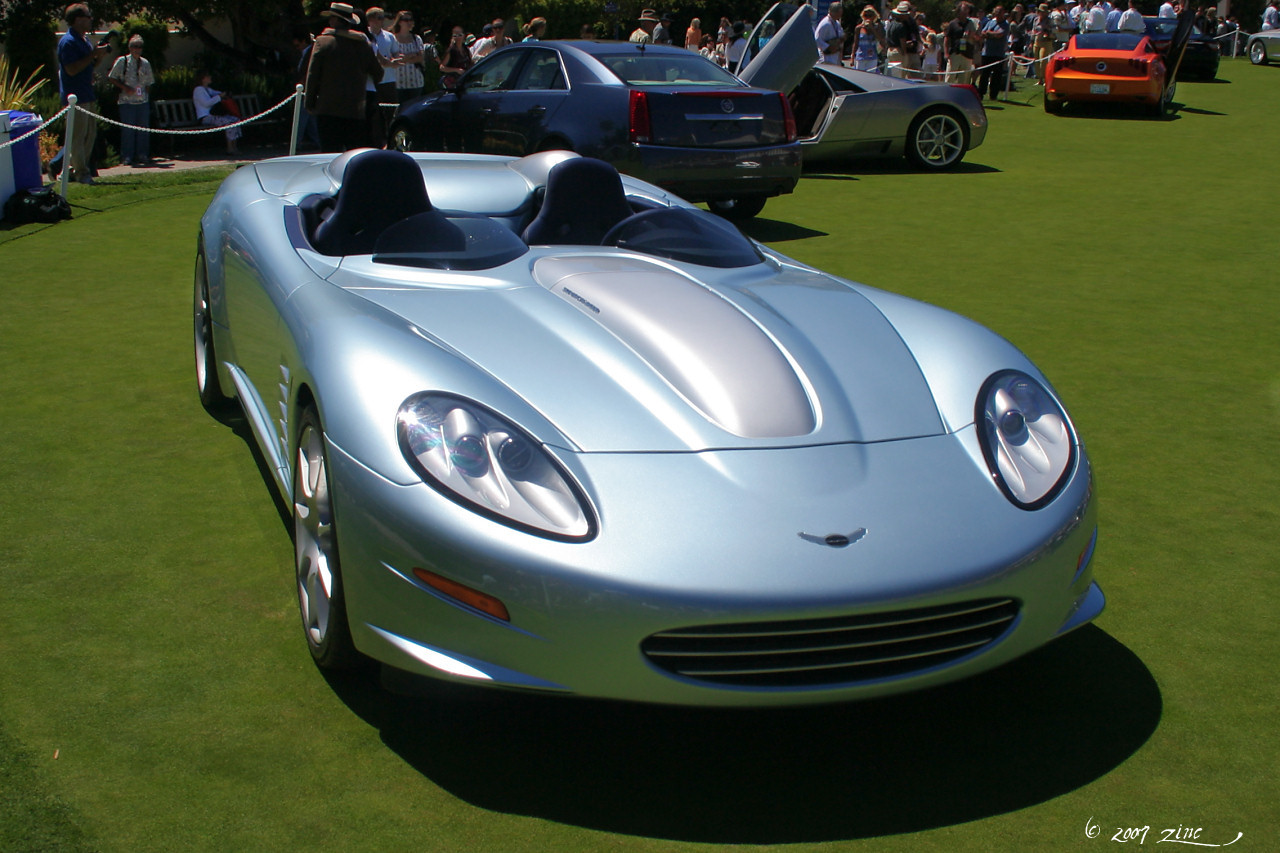
Callaway C16 von 2007

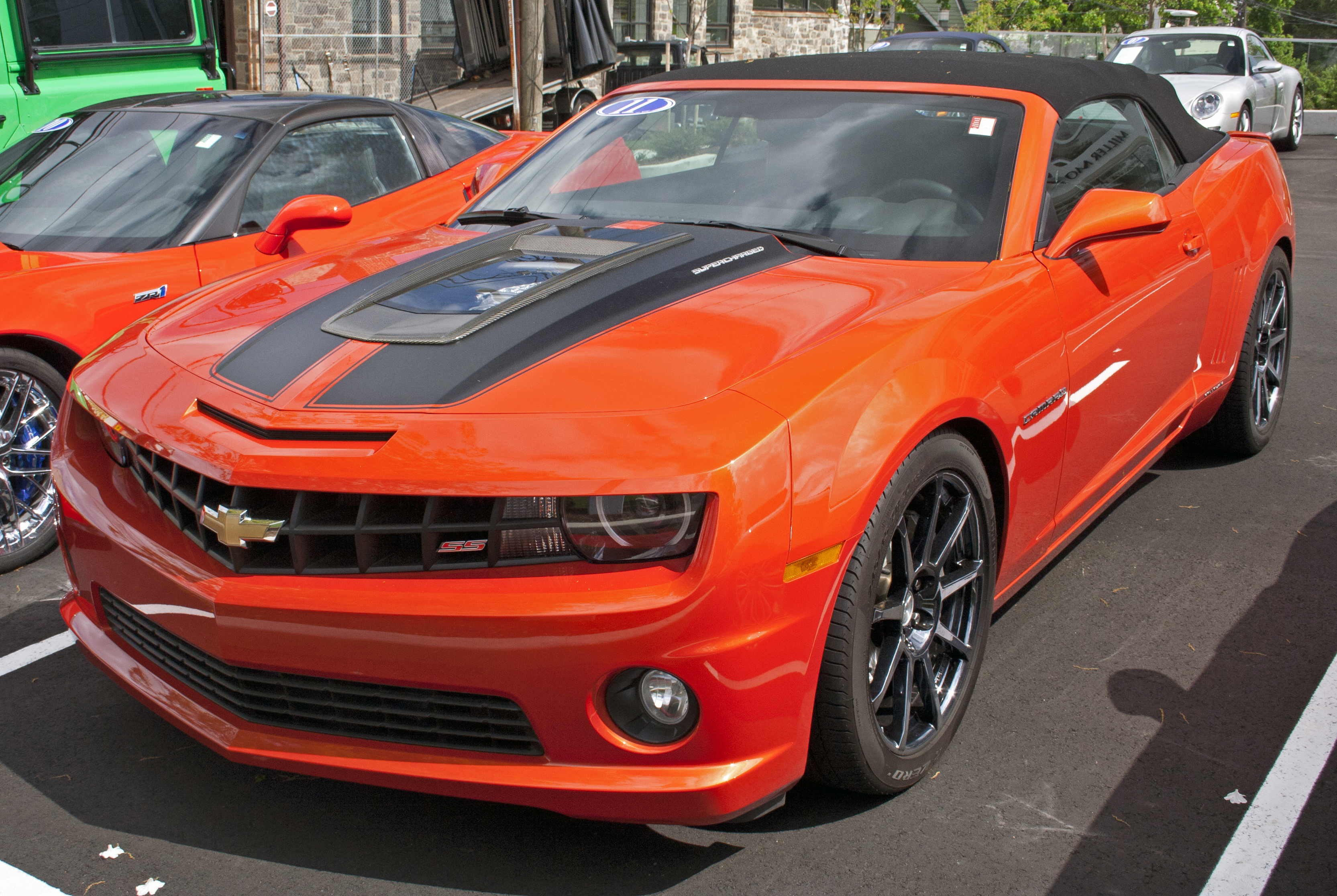
Callaway Camaro von 2011

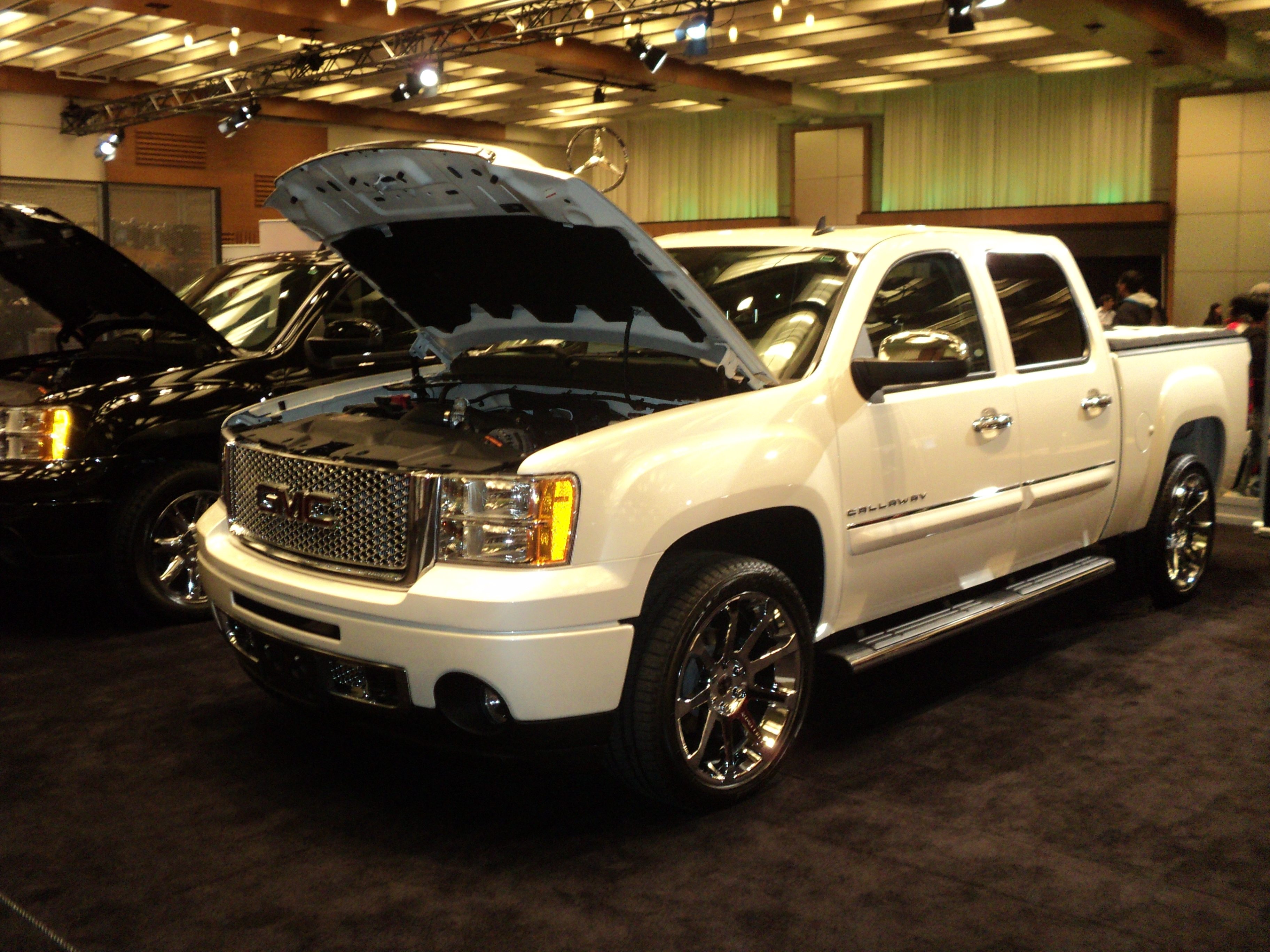
Callaway Sporttruck

Callaway Cars Inc. ist ein US-amerikanischer Hersteller von Automobilen.

## Unternehmensgeschichte
Reeves Callaway (1947–2023) gründete 1976 das Unternehmen in Old Lyme in Connecticut. Zunächst war er im Bereich Fahrzeugtuning tätig. 1984 begann die Produktion von Automobilen. Der Markenname lautet Callaway.
Außerdem bestand eine Zusammenarbeit mit der Ingenieurleistungsgesellschaft für Verfahrenstechnik und Maschinenbau aus Deutschland.

## Übersicht der Projekte
Nachfolgend eine Tabelle mit den bisherigen 22 Projekten.
| Projekt | Beschreibung                                                               |
| ------- | -------------------------------------------------------------------------- |
| C1      | Turbolader                                                                 |
| C2      | Motor für Indycar-Rennserie                                                |
| C3      | Alfa Romeo Callaway Twin Turbo GTV-6, Alfa Romeo GTV mit Turbolader        |
| C4      | Callaway Twin Turbo Corvette, Corvette mit Turbolader                      |
| C5      | Aston Martin Virage V8 / AMR Race Engine                                   |
| C6      | Callaway Supernatural Corvette                                             |
| C7      | Callaway C7                                                                |
| C8      | Callaway C8                                                                |
| C9      | Callaway SS                                                                |
| C10     | Callaway Limited Edition Malibu Ski Boat, Boot                             |
| C11     | Range Rover 4.6 HSE Callaway, Basis Range Rover                            |
| C12     | Callaway C12                                                               |
| C13     | Motor mit 5700 cm³ Hubraum und 300 kW Leistung für Holden Special Vehicles |
| C14     | Mazdaspeed Protegé Turbolader                                              |
| C15     | Callaway Z06.R GT3 Racing                                                  |
| C16     | Callaway C16                                                               |
| C17     | Callaway Corvette von 2005 bis 2013                                        |
| C18     | Callaway Camaro                                                            |
| C19     | Callaway Sporttrucks                                                       |
| C20     | Callaway Corvette seit 2014                                                |
| C21     | Callaway Aerowagen                                                         |
| C22     | Callaway C7 GT3-R Racing                                                   |